# Nina Kozlova
Nina Oleksandrivna Kozlova (in ucraino Ніна Олександрівна Козлова?; 18 marzo 1988) è una schermitrice ucraina, vincitrice di una medaglia d'argento ai campionati mondiali di scherma.

## Palmarès
In carriera ha conseguito i seguenti risultati:
- Mondiali di scherma

2007 - San Pietroburgo: argento nella sciabola a squadre.
- Europei di scherma

2007 - Gand: argento nella sciabola a squadre.
2008 - Kiev: argento nella sciabola a squadre.